# Parade au Cirque Royal
Albums de William Sheller
Épures
(2004) William Sheller et le quatuor Stevens live
(2007)
Parade au Cirque Royal est le 6e album live de William Sheller, enregistré au Cirque Royal, à Bruxelles, sorti en 2005. Le concert est également disponible en DVD.

## Titres
| 1.    | Symphoman                         | 5:54 |
| 2.    | Toutes les choses qu'on lui donne | 4:06 |
| 3.    | Nicolas                           | 2:56 |
| 4.    | Fier et fou de vous               | 3:03 |
| 5.    | Le Carnet à spirale               | 2:09 |
| 6.    | Le Capitaine                      | 4:00 |
| 7.    | Relâche                           | 4:15 |
| 8.    | Mon hôtel                         | 3:09 |
| 9.    | J'en avais envie aussi            | 3:38 |
| 10.   | Oh ! J'cours tout seul            | 3:55 |
| 11.   | Un homme heureux                  | 4:01 |
| 12.   | Les Filles de l'aurore            | 3:28 |
| 13.   | Indies (Les millions de singes)   | 4:24 |
| 14.   | Excalibur                         | 6:31 |
| 15.   | Dans un vieux rock'n'roll         | 4:06 |
| 16.   | Rock'n'dollars                    | 2:44 |
| 17.   | Les Machines absurdes             | 3:18 |
| 65:44 |                                   |      |